# 日本軍によるグアムの占領

日本占領下のグアム
大宮島

国の標語: 八紘一宇国歌: 君が代

日本占領時期のグアム（にほんせんりょうじきのグアム）は、第二次世界大戦中に大日本帝国軍がグアムを占領した1941年から1944年までのグアムの歴史上の出来事を指す。この時グアム島は「大宮島」に、ハガニアは「明石」に改名された。

## 占領につながる出来事
1941年のグアムの戦いは1941年12月8日にマリアナ諸島のグアムで大日本帝国軍と連合国軍の間で行われた第二次世界大戦の中の太平洋戦争の交戦である。この戦いの間、USS Penguin (AM-33) は日本の航空機を撃墜したのちに自沈した。グアムの海軍総督ジョージ・マクミランは1941年12月10日午前7時ごろ日本軍に降伏し、島の支配権を引き渡した。

## 占領中の生活
最初の4ヶ月間は、島はアガナ（日本名・明石）の学校や政府の建物で生活していた日本軍により統制されていた。日本円が島の通貨となり、文民の問題は民政省と呼ばれる軍の支部により取り扱われた。車、ラジオ、カメラは没収され、食料は物資が尽きるまで配給された。
島は1942年3月に大日本帝国海軍の支配下に入った。警備隊は約19ヶ月間住民を統治した。チャモロ人は自分の農場に残り、必要とする製品の商売をすることを許された。 パーティー、日本映画、スポーツ大会などの社会活動が許可されていた。「日本精神」を強化するためにアガナで国民大会が開催された。学校が再開され、チャモロ人は日本語と日本の習慣を学ぶことを求められた。英語は禁止された。大人子供は読み書き、数学、日本のゲームや歌を教えられた。

## 占領の終わりにつながる出来事
1944年の初め、日本の戦況は悪化していた。アメリカの反転攻勢により日本軍はグアムまで後退していた。日本軍の現地部隊は新たに厳格な軍政「カイコンタイ」を敷いた。これにより、社会活動の中止、学校の閉鎖など自由な活動が制限されるとともに、チャモロの男性、女性、そして12歳以上の子供が徴用され、滑走路、防衛施設、シェルターケーブ（壕）の建設や修理に従事した。この多くはグアムのWar in the Pacific National Historical Parkの境界内にある。bayonet pointで労働していたチャモロ人は酷使され、防衛施設完成後に処刑されるケースもあった。その後、予告なしに日本軍は現地民に収容所への移動を命じたため、1万人から1万5千人のチャモロ人がグアム中部・南部のジャングルで許可された一部の持ち物のみで収容所へ行進することを余儀なくされた。収容所は粗末で、食料は少なく、衛生設備がなかったため、暮らしは悲惨であったとされる。しかし、結果的には収容所生活を送った人々は日米の激しい戦闘に巻き込まれずに済んだという点で幸運であった。というのも、もし多くのチャモロ人がなお従来の居住地で暮らし続けていれば、アメリカ空軍の苛烈な空爆によって発生する誤爆と満身創痍で抵抗する日本軍の板ばさみにより死んでいただろうからである。 

### 占領の終わり
7月21日、アメリカ軍がOrote半島の両側に上陸した。グアム西方から進出したアメリカ軍は飛行場を破壊し日本軍の航空隊を封じた。第3海兵師団は08:28にOroteの北のアガナ近くに上陸し、第1暫定海兵旅団は南のAgat近くに上陸した。防衛する日本軍守備隊は猛烈な砲撃により上陸を企図する米軍の20隻のLVTを撃沈したが、質量ともに圧倒する米軍は、上陸用舟艇の不備により上陸に手間取った第77歩兵師団を除き09:00までに両岸での戦車の上陸を完了した。
日没までに上陸に成功したアメリカ軍はおよそ2,000mに渡る橋頭堡を確立した。日本軍の反撃は戦闘の最初の数日間、主に夜間に浸透戦術を用いて行われた。何度かアメリカの防衛線を突破したが、米軍の反撃により兵員と装備の両方を大量に失って退却した。7月28日に中将の高品彪が戦死し、中将の小畑英良がグアム守備隊の指揮権を継承した。
戦闘初日、アメリカ軍の補給はグアムの遠浅な地形に苦しめられた。上陸用舟艇は浜から数百メートル離れたサンゴ礁以上近づくことはできず、このような場合に有効なはずの水陸両用車は不足していた。しかし、2手に分かれて両岸から侵攻していた米軍は7月28日までに合流に成功し、7月30日までにOrote飛行場とアプラ港が奪還された。
水際での戦闘で日本軍は著しい損耗をきたしていた。8月の初めには食料と弾薬を使い果たしており、戦車もほとんど稼働するものがなかった。グアム防衛を指揮する小畑中将は、水際作戦は完全に失敗したと判断し、グアム南部から部隊を撤退させるとともに、持久戦に切り替えて島の中央部の山岳地帯で抵抗することを計画した。
攻勢を強める米軍はグアムに特徴的な多雨と行軍を困難にするジャングルによって日本軍への攻撃に手間取ったものの、同海域で日本軍は制空権と制海権を完全に失陥しておりグアム島守備隊に補給を行ったり増援を送ったりする余力がなかったため、米軍が敗北する余地はなかった。8月2日から4日までのバリガダ山での交戦で日本軍の防衛線は崩壊し、事実上日本軍のグアム占領は終了した。米軍は掃討戦に移り日本兵を追い込むように北上した。この時期の日米間の戦闘の例に漏れず、日本軍守備隊が降伏を拒否したためほぼすべての日本兵が玉砕し、1944年8月10日、アメリカ軍が同島を完全に占領した。
同年9月30日、大本営は大宮島の部隊が9月27日までに全員戦死を遂げたことを認める発表を行った。

## 現在
グアムでは毎年7月21日に解放記念日がある。また、日本軍の攻撃を受けた12月8日にはハガニアでパレードが行われる。日本軍による占領の結果、チャモロ人の反日感情は強く、1960年代後半まで続いた。その反日感情の大半はグアムに住む日本人に向けられたもので、多くの人が日本やサイパンに追放され、中には法廷で裁かれた人もいた。戦争の影響は未払いとなっている戦争賠償請求を通じて、今日でも見られる。日本国との平和条約によりグアムは日本に戦争賠償金の支払いを求めることが出来ないため、代わりにアメリカに賠償金を求めている。
2006年6月以降、アメリカ合衆国議会、下院司法委員会、司法省は、チャモロ戦争賠償のための法案を承認するために協力していて、司法省の外国人請求権解決委員会の中で、グアム請求計画は現在も活発に案件を調査し、グアムの被害者に補償を提供している。

## グアムにある占領に関連するモニュメント、ヒストリカルマーカー
- グアムのアサン近くのWar in the Pacific National Historical Park
- Plaza de Espana - Hagatna,Guam
- Caves and Jails in Tutuhan Park - Hagatna, Guam